# Santa Maria do Herval
Santa Maria do Herval is een gemeente in de Braziliaanse deelstaat Rio Grande do Sul. De gemeente telt 6.476 inwoners (schatting 2009).